# 미하일로 흐루셰우스키

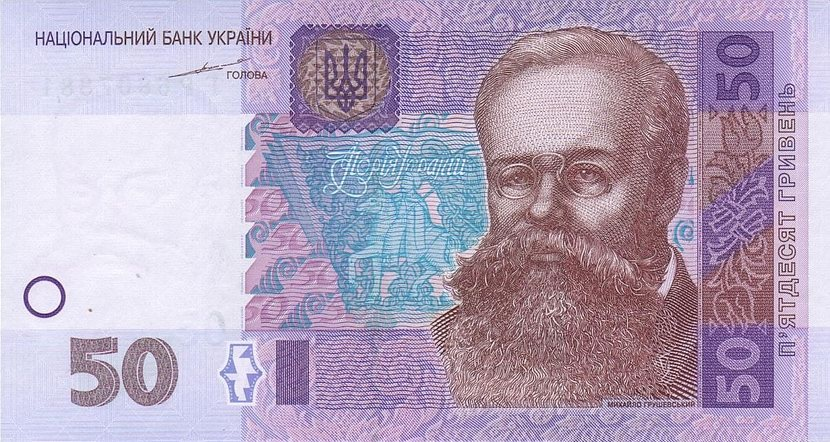
우크라이나 50 흐리우냐 지폐에 그려진 미하일로 흐루셰우스키의 초상화

미하일로 세르히요비치 흐루셰우스키(우크라이나어: Михайло Сергійович Грушевський, 1866년 9월 29일 러시아 제국 폴란드 입헌왕국(현재의 폴란드) 헤움 ~ 1934년 11월 24일 소련 러시아 SFSR(현재의 러시아) 키슬로보츠크)는 우크라이나의 역사가, 정치인이다.

## 생애
흐루셰우스키는 1866년 9월 17일 러시아 제국 홀름, 지금의 폴란드 헤움에서 태어났다. 아버지 세르히 페도로비치는 가난한 성직자 집안이었고, 어머니 오포츠케비치 흘라피라의 오포츠케비치 가문도 키예프를 연고로 한 성직자 가문이었다. 아버지는 교육자이면서 어학자로서 교회 슬라브어 교재에서 나오는 인세 덕분에 흐루셰우스키는 경제적 어려움 없이 교육을 받을 수 있었다. 어머니는 흐루셰우스키에게 러시아어 문법을 가르쳤다.
키예프에 있는 현재의 키이우 대학교인 성 블라디미르 대학교에서 역사학을 전공했다. 대학교 졸업 이후에는 10권으로 구성된 역사서인 《우크라이나-루스의 역사》를 집필했다. 그 밖에 《우크라이나 문학의 역사》, 《우크라이나인의 역사에 대한 개요》, 《삽화로 보는 우크라이나의 역사》(Ілюстрована Історія України)를 집필했다.
1897년부터 1913년까지는 당시 오스트리아-헝가리 제국의 지배를 받고 있던 리비우에서 셰우첸코 과학회 회장을 역임했고 1907년에는 키예프에서 우크라이나 과학회를 설립했다. 1917년 3월 4일부터 1918년 4월 29일까지 우크라이나 인민공화국의 의회였던 우크라이나 중앙 라다의 의장을 역임했다. 러시아 혁명 이후에는 오스트리아 빈으로 망명했지만 1920년대에 우크라이나로 귀환했다.
1923년부터 전우크라이나 과학 아카데미 회원으로 활동했지만 1931년 모스크바에서 추방당했고 1934년 11월 24일 키슬로보츠크에서 사망했다.

## 참고 문헌
- 한정숙 (2014). “역사서술로 우크라이나 민족을 만들어내다: 흐루셰프스키의 『우크라이나의 역사』와 우크라이나 정체성”. 《러시아연구》 (서울대학교 출판부).

| 전임 (초대) | 제1대 우크라이나 인민공화국의 라다의 의장 1917년 3월 4일 ~ 1918년 4월 29일 | 후임 (해산) |